# National Council of Churches
Le National Council of the Churches of Christ in the USA, généralement appelé National Council of Churches (NCC), est le plus grand organisme œcuménique des États-Unis. Le NCC est un partenariat œcuménique de 38 groupes confessionnels chrétiens aux États-Unis. Ses membres comprennent des églises protestantes, orthodoxes orientales, afro-américaines et évangéliques. Parmi les églises membres, certaines sont pacifistes. Ensemble, ils regroupent plus de 100 000 congrégations locales et 40 millions d'adhérents. Le NCC a été précédé par le Federal Council of Churches (FCC) créé en 1908 qui s'élargit par la fusion avec plusieurs autres organisations œcuméniques pour devenir le NCC en 1950.

## Histoire
Les premiers efforts d'organisation œcuménique apparaissent en 1908 avec la création du FCC. Le FCC est créé en réponse aux « problèmes industriels » qui se sont posent pendant l'industrialisation rapide des États-Unis. La principale préoccupation est la protection des travailleurs dans de nombreux domaines, notamment les salaires, les conditions de travail, le travail des enfants et une semaine de travail de six jours, au lieu de sept.
Au cours des 40 années suivantes le FCC reste engagé dans les problèmes sociaux intérieurs de l'époque ainsi que les problèmes internationaux qui menacent d'entraîner les États-Unis dans la guerre. Son programme social progressiste ainsi que le soutien des objecteurs de conscience à la Seconde Guerre mondiale suscitent de vives critiques de la part des milieux fondamentalistes chrétiens. À la recherche d'une plus grande unité, une douzaine d'organismes œcuméniques (dont la FCC) se réunissent à Cleveland, Ohio, en 1950 pour discuter de la manière d'organiser plus efficacement leur travail commun. De cette rencontre, par la fusion du FCC avec plusieurs autres instances œcuméniques, émerge le NCC.